# Всесвітня організація скаутського руху
Всесві́тня організа́ція ска́утського ру́ху (англ. World Organization of the Scout Movement) — міжнародна неприбуткова організація, яка об'єднує національні скаутські організації на світовому рівні. Створена у 1920 році і зараз об'єднує 31 мільйонів скаутів.
Метою ВОСР є вносити вклад у освіту молоді на засаді цінностей, що покладені у основу Скаутської присяги та Скаутського закону.
Всесвітньою організацією скаутського руху керують Конференція (з'їзд делегатів країн-членів), Комітет (законодавчий орган) та Бюро (виконавчий орган), а структурно організація ділиться на шість регіонів. Штаб-квартира організації розташована у місті Женева (Швейцарія).

## Всесвітня скаутська конференція
Всесвітня скаутська конференція англ. World Scout Conference є керівним органом і збирається раз на три роки. Цій конференції передує Всесвітній скаутський молодіжний форум англ. World Scout Youth Forum.
Всесвітня скаутська конференція є загальними зборами світового скаутингу і складається з шести делегатів з кожної країни-члена. Якщо країна має більш ніж одну скаутську асоціацію, то асоціації формують федерацію для координації і представлення у світі. Основним для визнання і участі у Всесвітній скаутській конференції є прихильність цілям і принципам ВОСР та незалежність від політичного життя. Кожна країна-член ВОСР має право на шість ухвальних голосів.
Конференція збирається кожні три роки та приймається країною-членом.

### Конференції, що відбулися
Наступна, 40-a конференція відбудеться у 2014 році у Словенії.

| №  | Рік  | Місто                  | Країна          | Кількість країн-учасниць |
| 1  | 1920 | Лондон                 | Велика Британія | 33                       |
| 2  | 1922 | Париж                  | Франція         | 32                       |
| 3  | 1924 | Копенгаген             | Данія           | 34                       |
| 4  | 1926 | Кандерстег             | Швейцарія       | 29                       |
| 5  | 1929 | Беркенгед              | Велика Британія | 33                       |
| 6  | 1931 | Баден                  | Австрія         | 44                       |
| 7  | 1933 | Гьодоле                | Угорщина        | 31                       |
| 8  | 1935 | Стокгольм              | Швеція          | 28                       |
| 9  | 1937 | Гаага                  | Нідерланди      | 34                       |
| 10 | 1939 | Единбург               | Велика Британія | 27                       |
| 11 | 1947 | Шате де Росні-сюр-Сайн | Франція         | 27                       |
| 12 | 1949 | Елвезетер              | Норвегія        | 25                       |
| 13 | 1951 | Зальцбург              | Австрія         | 34                       |
| 14 | 1953 | Вадуц                  | Ліхтенштейн     | 35                       |
| 15 | 1955 | Ніагара-Фоллс          | Канада          | 44                       |
| 16 | 1957 | Кембридж               | Велика Британія | 52                       |
| 17 | 1959 | Нью-Делі               | Індія           | 35                       |
| 18 | 1961 | Лісабон                | Португалія      | 50                       |
| 19 | 1963 | Родос                  | Греція          | 52                       |
| 20 | 1965 | Мехіко                 | Мексика         | 59                       |
| 21 | 1967 | Сієтл                  | США             | 70                       |
| 22 | 1969 | Отан'ємі               | Фінляндія       | 64                       |
| 23 | 1971 | Токіо                  | Японія          | 71                       |
| 24 | 1973 | Найробі                | Кенія           | 77                       |
| 25 | 1975 | Лундтоф                | Данія           | 87                       |
| 26 | 1977 | Монреаль               | Канада          | 81                       |
| 27 | 1979 | Бірмінгем              | Велика Британія | 81                       |
| 28 | 1981 | Дакар                  | Сенегал         | 74                       |
| 29 | 1983 | Дірборн                | США             | 90                       |
| 30 | 1985 | Мюнхен                 | Німеччина       | 93                       |
| 31 | 1988 | Мельбурн               | Австралія       | 77                       |
| 32 | 1990 | Париж                  | Франція         |                          |
| 33 | 1993 | Амфо Саттахіп          | Таїланд         |                          |
| 34 | 1996 | Осло                   | Норвегія        | 108                      |
| 35 | 1999 | Дурбан                 | ПАР             |                          |
| 36 | 2002 | Салоніки               | Греція          | 126                      |
| 37 | 2005 | Гаммамет               | Туніс           | 122                      |
| 38 | 2008 | острів Чеджу           | Південна Корея  | 150                      |
| 39 | 2011 | Куритиба               | Бразилія        | 160                      |
| 40 | 2014 | Любляна                | Словенія        |                          |

## Всесвітній скаутський комітет
Всесвітній скаутський комітет це головний виконавчий орган Всесвітньої скаутської конференції, що складається з обраних Конференцією на відповідні посади волонтерів. Всесвітній скаутський комітет репрезентує Всесвітню скаутську конференцію між її зборами. Комітет збирається двічі на рік, зазвичай у Женеві. Його Регулятивний комітет, що складається з голови, двох заступників та Генерального секретаря, збирається за потреби.
Комітет складається з 14 членів. Дванадцять, кожен з іншої країни, обираються на шестирічні терміни Всесвітньою скаутською конференцією. Члени комітету, обрані без огляду на їхню національність, репрезентують окрему країну, а інтереси скаутингу загалом. Станом на сьогодні головою комітету є Вільгельм Кронк з США.
Генеральний секретар та скарбник ВОСР входять до складу Комітету автоматично. Голови регіональних скаутських комітетів беруть участь у зустрічах Всесвітнього скаутського комітету з метою консультацій.

## Всесвітнє скаутське бюро

Всесвітнє скаутське бюро кватирує у Женеві та має представництва у шести регіонах:
Європейський регіон
Арабський регіон
Африканський регіон
Азійсько-тихоокеанський регіон
Інтерамериканський регіон
Євразійський регіон
сірим позначено такі країни як Китай та Куба, де немає скаутингу

Всесвітнє скаутське бюро це секретаріат, що виконує рішення Конференції та Комітету. Бюро керує генеральний секретар, котрому допомагає невелика кількість технічних працівників. Працівники Бюро допомагають скаутським організаціям вдосконалювати та поширювати скаутську методу виховання шляхом проведення вишколі та тренінгів з різних ділянок. Генеральним секретарем Всесвітнього скаутського бюро є Люк Паніссо.
Бюро також допомагає у проведенні глобальних заходів на кшталт Світового скаутського джемборі, підтримує регіональні акції та тримає зв'язок між ВОСР та іншими міжнародними організаціями. Зокрема, ВОСР, як неурядова організація, презентує скаутський рух при Організації об'єднаних націй.

## Поділ на регіони
Територіально ВОСР поділена на шість регіонів: європейський, арабський, африканський, азійсько-тихоокеанський, інтерамериканський та євразійський. Розподіл країн за регіонами Розподіл країн за регіонами здійснює Світове скаутське бюро в Женеві.
На рівні регіону структура керівних органів виглядає так: регіональна конференція, регіональний комітет, регіональне бюро, яке напряму підпорядковується центральному бюро в Женеві, але має своїм завданням розвиток скаутингу в даному регіоні.

## Всесвітня організація скаутського руху та Україна
В Україні є велика кількість скаутських організацій. Частина з них є місцевими чи регіональними, і лише декілька — всеукраїнськими. Всеукраїнською скаутською організацією є Пласт, такими ж є Січ і Всеукраїнська молодіжна громадська організація "СПОК". Саме між цими трьома організаціями тривалий час була конкуренція за вступ і право представляти Україну у ВОСР.
Наприклад, Пласт впродовж всієї своєї історії намагався стати частиною світової скаутської організації. Проте, до 1991 перешкодою цьому була відсутність самостійної, незалежної держави — адже кожна організація-член ВОСР повинна представляти якусь країну. Але й після 1991 року Пласту цього не вдалося зробити — йому, в першу чергу, закидали його патріотизм, який не дозволяє молоді з цілої України асоціювати себе з цією організацією, та непоширеність по всій території України (інші закиди, наприклад зауваження до статуту, були швидше технічними і могли бути виправлені впродовж короткого часу). У 1999 році Світова скаутська конференція в Каїрі ухвалила рішення, що Пласт не може претендувати на членство у ВОСР через вище перераховані причини.
У 2005 році СПОК подав свою заявку на членство у ВОСР, проте 8 країн виступили проти цього (згідно з статутом ВОСР достатньо 5 % голосів країн-членів, щоб організація не могла претендувати на членство в світовій організації) і тому й СПОК втратив шанс буди одноосібним представником України в світовій організації.
За посередництва представників Всесвітнього скаутського бюро в 2005 році в Україні відбулась спільна нарада представників Пласту, СПОКу та Євразійського бюро на якій було ухвалено рішення про створення нової організації, яка б дозволила Україні стати членом ВОСР. Створити цю організацію мали б представники Пласту, СПОКу та Січі
Офіційно організація була створена на з'їзді в 2007 році. Її назва — Національна організація скаутів України (НОСУ).
У липні 2008 року на 38-й Всесвітній скаутській конференції в Кореї НОСУ була офіційно прийнята в Всесвітню організацію скаутського руху.